# 614 Pia
614 Pia este un asteroid din centura principală, descoperit pe 11 octombrie 1906, de August Kopff.